# Lurnsko polje
Lurnsko polje (nemško Lurnfeld) je trška občina z 2657 prebivalci (popis 1. januar 2657) v okraju Špital ob Dravi na Koroškem. 
Nahaja se na zahodnem robu istoimenske kotline ob koncu zgornje Dravske dolina. Glavni kraj, Möllbrücke, se nahaja ob sotočju rek Möll in Drava, nekaj kilometrov zahodno od Špitala ob Dravi. 